# Trachysphyrus florezi
Trachysphyrus florezi är en stekelart som beskrevs av Porter 1967. Trachysphyrus florezi ingår i släktet Trachysphyrus och familjen brokparasitsteklar. Inga underarter finns listade i Catalogue of Life.